# Nakhon Sawan Sports School Stadium
Das Nakhon Sawan Sports School Stadium (Thai สนามโรงเรียนกีฬาจังหวัดนครสวรรค์) ist ein Mehrzweckstadion in Nakhon Sawan in der Provinz Nakhon Sawan, Thailand. Es wird derzeit hauptsächlich für Fußballspiele genutzt und ist das Heimstadion vom Amateurligisten Paknampho NSRU Football Club. Das Stadion hat eine Kapazität von 5000 Personen. Eigentümer und Betreiber des Stadions ist die Nakhon Sawan Sport School.

## Nutzer des Stadions
| Verein            | Zeitraum der Nutzung |
| ----------------- | -------------------- |
| Paknampho NSRU FC | 2009 bis heute       |
| Nakhon Sawan FC   | 2009                 |
| Nakhon Sawan FC   | 2015                 |
| See Khwae City FC | 2019 bis heute       |